# Hylodes otavioi
Espèce
Statut de conservation UICN

 DD  : Données insuffisantes
Hylodes otavioi est une espèce d'amphibiens de la famille des Hylodidae.

## Répartition
Cette espèce est endémique de la Serra do Cipó dans l'État du Minas Gerais.

## Étymologie
Cette espèce est nommée en l'honneur d'Otávio Augusto Vuolo Marques.

## Publication originale
- Sazima & Bokermann, 1983 "1982" : Anfíbios da Serra do Cipó, Minas Gerais, Brasil. 5. Hylodes otavioi sp. n. (Anura, Leptodactylidae). Revista Brasileira de Biologia, vol. 42, no 4, p. 767–771.